# Tinodes conjunctus
Tinodes conjunctus là một loài Trichoptera trong họ Psychomyiidae. Chúng phân bố ở miền Cổ bắc.